# Ipomoea rubriflora
Ipomoea rubriflora är en vindeväxtart som beskrevs av Carlos Alberto O'Donell. Ipomoea rubriflora ingår i batatsläktet som ingår i familjen vindeväxter. Inga underarter finns listade i Catalogue of Life.

## Bilder

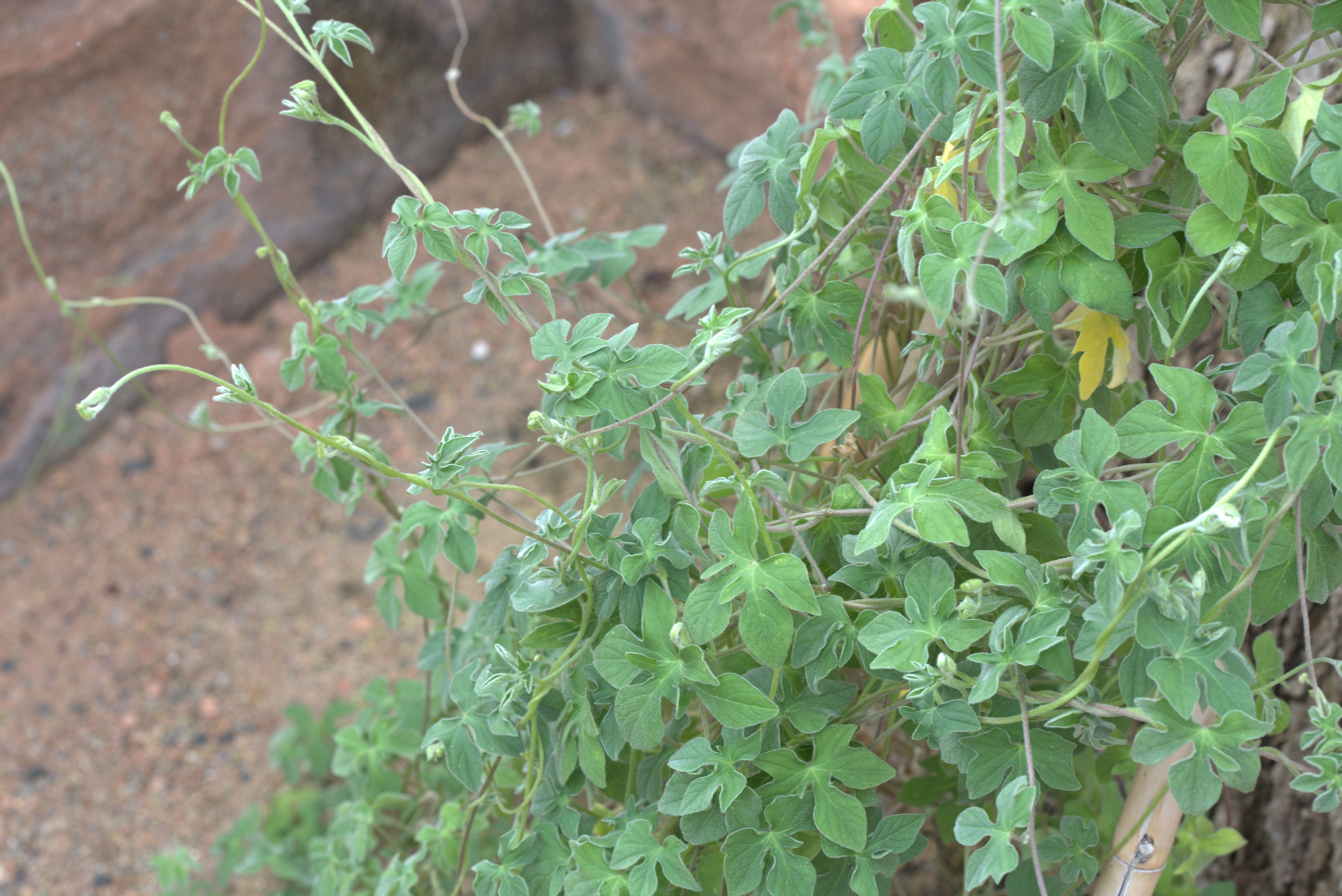
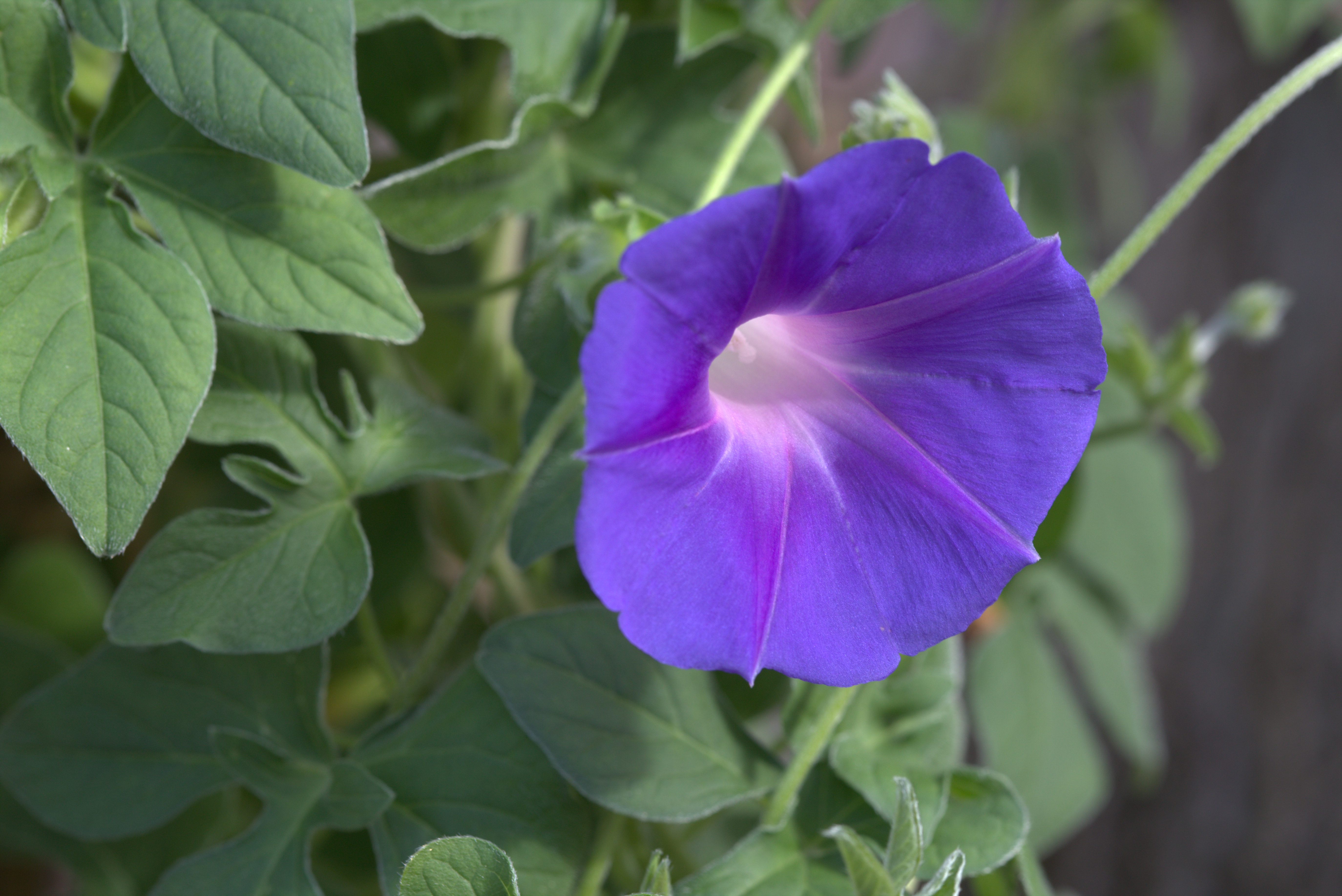